# Komsilga (Komsilga)
Pour les articles homonymes, voir Komsilga.
Komsilga est une localité et le chef-lieu du département de Komsilga dans la province du Kadiogo de la région Centre au Burkina Faso. En 2006, cette localité comptait 1 393 habitants dont 52,9 % de femmes.

## Santé et éducation
Komsilga accueille un centre de santé et de promotion sociale (CSPS) tandis que le centre médical avec antenne chirurgicale (CMA) du secteur se trouve à Pissy, quartier de Ouagadougou.
Le village possède une école primaire publique et le lycée départemental.